# Inga brachyptera
Inga brachyptera är en ärtväxtart som beskrevs av George Bentham. Inga brachyptera ingår i släktet Inga och familjen ärtväxter. Inga underarter finns listade i Catalogue of Life.